# Jack Christiansen
John LeRoy Christiansen (Sublette, Kansas, 20 de diciembre de 1928 – Stanford, California, 29 de junio de 1986), más conocido como Jack Christiansen, fue un jugador profesional estadounidense de fútbol americano que se desempeñó en la posición de safety en la National Football League (NFL). Es miembro del Salón de la Fama del Fútbol Americano Profesional.

## Carrera
Christiansen jugó como profesional ocho temporadas en Detroit Lions (1951-1958), equipo en el que se retiró.

## Reconocimiento
El 12 de enero de 1970, fue seleccionado para ser miembro del Salón de la Fama del Fútbol Americano Profesional.